# Time Lord
Time Lord un jeu vidéo d'action/plates-formes de type Beat them all futuriste développé par Rare et édité par Milton Bradley, le fabricant de jeux de société. Il est sorti sur NES en Amérique du Nord le 1er septembre 1990, suivi de l'Europe en octobre 1991,,.

## Synopsis
En l'année 2999, la terre est sous l'attaque d'extraterrestre de la planète Drakkon. Pour affaiblir l'humanité, les extraterrestres ont utilisé une machine à voyager dans le temps pour envoyer des armées à quatre périodes de la civilisation humaine afin de les affaiblir.
Les humains sont eux aussi parvenus à construire une machine à remonter le temps sous la direction du scientifique A. Quantum. Il confie au héros, Time Lord, la mission de voyager dans le temps pour neutraliser les extraterrestres avant que cela n'influe sur le présent et de détruire le Roi de Drakkon avant l'année fatidique du 1er janvier 3000.

## Système de jeu
Le jeu comprend un niveau préliminaire, suivi de 4 niveaux historiques : l'Angleterre médiévale aux environs de 1250, le Far West américain des années 1860, les Caraïbes aux alentours de 1650, et la France pendant la deuxième guerre mondiale  en 1943. La quête doit se terminer dans le vaisseau spatial du Roi de Drakkon avant le début de l'année 3000.
Time Lord peut utiliser des armes d'époque pour combattre. Dans chaque niveau, le joueur doit trouver 5 orbes dorées qui permettent à la machine à voyager dans le temps de fonctionner.